# 藤原隆能
藤原 隆能（ふじわら の たかよし）は、平安時代後期の貴族・絵師。藤原北家良門流、左衛門佐・藤原清綱または権中納言・藤原清隆の子。官位は正五位下・主殿頭、絵所預。絵所一流の祖。
仁平4年（1154年）には鳥羽金剛心院の扉を描き正五位下に叙されたほか、『源氏物語絵巻』の作者ともいわれている。

## 系譜
- 父：藤原清綱または藤原清隆
- 母：高階為行の娘
- 妻：不詳
- 生母不明の子女
  - 男子：藤原隆親
  - 男子：行智